# Chrysophyllum venezuelanense
Chrysophyllum venezuelanense är en tvåhjärtbladig växtart som först beskrevs av Jean Baptiste Louis Pierre, och fick sitt nu gällande namn av Terence Dale Pennington. Chrysophyllum venezuelanense ingår i släktet Chrysophyllum och familjen Sapotaceae. Inga underarter finns listade i Catalogue of Life.